# Muralla romana de Zaragoza

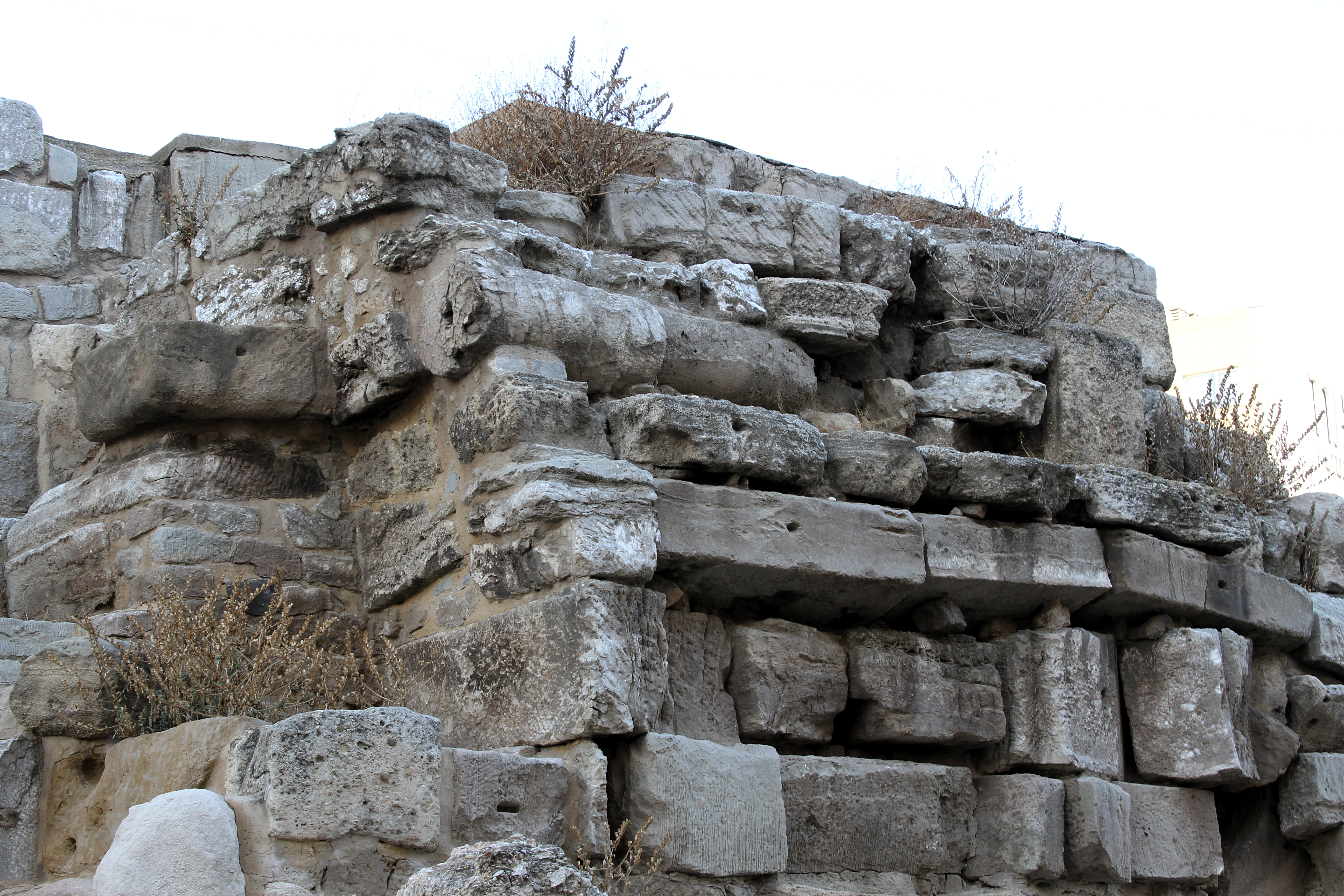
Detalle de la muralla

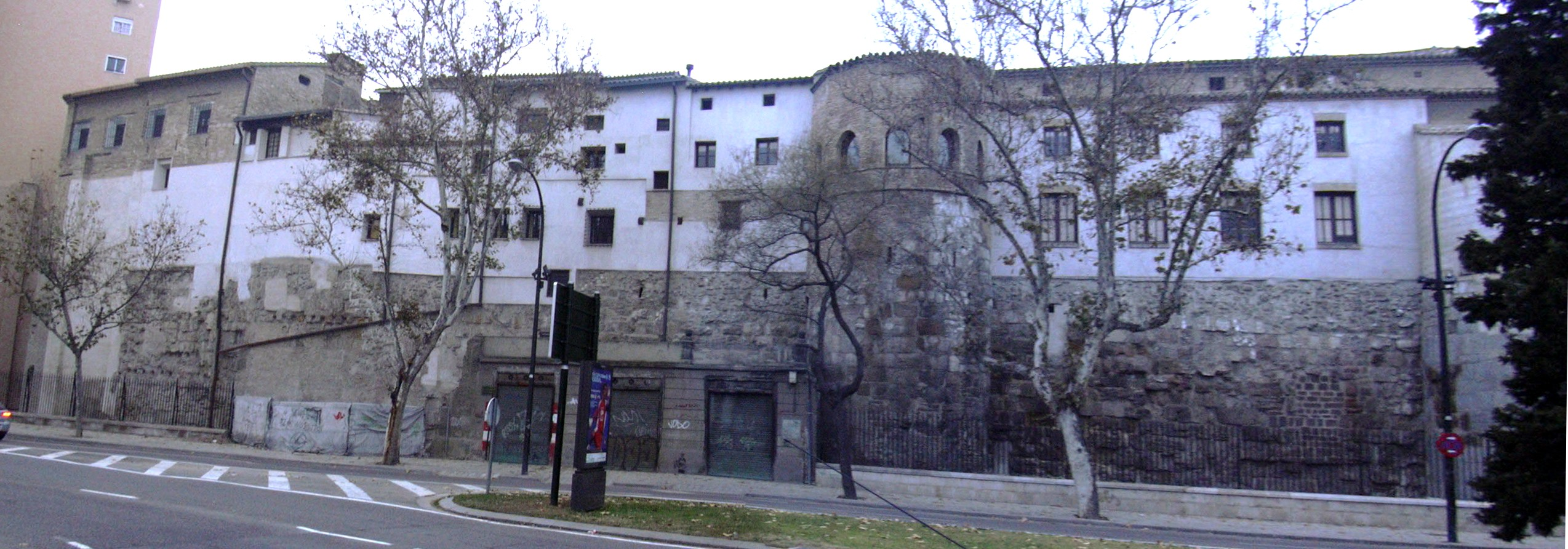
Fachada del Convento del Santo Sepulcro, asentado sobre las murallas romanas de Zaragoza.

La muralla romana de Zaragoza es una pared defensiva construida en la Colonia Caesar Augusta, en la provincia Hispania Citerior Tarraconensis perteneciente al Imperio romano, actualmente denominada Zaragoza,  capital de la comunidad autónoma de Aragón (España).

## Historia
Construida bajo el mandato de Tiberio en el siglo I y reformada hasta el siglo III, la muralla romana de Zaragoza llegó a tener una longitud de unos 3000 metros y unos 120 torreones defensivos. Se han conservado dos tramos: el más largo, de unos 80 metros de longitud, en el extremo noroeste de lo que era la ciudad romana de Caesaraugusta, al lado del Torreón de La Zuda, y otro en el lado nordeste, que actualmente forma parte del Convento del Santo Sepulcro.
Su trazado, estudiado por Francisco Íñiguez Almech, debió de ser regular, con una altura de unos diez metros y cuatro de anchura. A intervalos de entre catorce y dieciséis metros se situaban torres ultrasemicirculares, con un diámetro comprendido entre 8 y 13 metros. La muralla de la fundación romana encerró y condicionó el trazado urbano durante muchos siglos, pues fueron reaprovechadas por visigodos y musulmanes.
La edición de 2008 de la Guía Histórico Artística de Zaragoza dirigida por Guillermo Fatás, señala (pág. 678) que recientes investigaciones indican que la muralla conservada fue construida en la segunda mitad del siglo III d. C. y ejecutada con una técnica constructiva uniforme: un cuerpo interior de hormigón romano revestido con sillares al exterior de 7 m de espesor excepto el tramo oriental, que estaría construido en aparejo de sillares y contaría con 6 m de grosor.

## Restos y conservación
De la primera fase constructiva, del siglo I, en época inmediatamente posterior a la fundación de la ciudad, se conservan los restos de opus caementicium adosados a la cara posterior y en la cimentación de los muros de sillería.
Más tarde, en el siglo III, se construyen tres metros más de grosor en obra de sillería de alabastro levemente almohadillada, con un aparejo muy regular asentado sobre capas de mortero y cal, que ofrecen los dos cubos y el tramo conservado en la actualidad. La Muralla se encuentra bajo la protección de la Declaración genérica del Decreto de 22 de abril de 1949, y la Ley 16/1985 sobre el Patrimonio Histórico Español.